# Cal Perico (Calafell)
Cal Perico és una obra del municipi de Calafell (Baix Penedès) protegida com a bé cultural d'interès local.

## Descripció
Es tracta d'un edifici de planta quadrada que consta de planta baixa i golfes. Està rodejat per un jardí. La façana és simètrica amb la porta principal al centre i dues finestres a cada banda. Per cada obertura al primer pis hi ha, en el mateix eix, una obertura a les golfes. Unes pilastres que imiten carreus separen verticalment les obertures, i una cornisa motllurada separa les dues plantes. La porta principal és rectangular i per sobre té una petita teulada; les finestres laterals també són rectangulars i per sobre hi ha uns frontons bombats, de gran volada, i amb forma d'arc conopial. Les finestres estan cobertes per unes reixes i per sobre, a l'altura de la cornisa, hi ha un frontó triangular buit. Les finestres de les golfes tenen forma oval i estan resseguides per una motllura llisa.

## Història
La casa va ser edificada el 1899 -segons indica la data que hi ha a la façana-. Era propietat dels marquesos de Samà, grans propietaris de la zona amb negocis a Cuba i Filipines. L'edifici fou venut per aquesta família als Murt i després passà a mans dels Biosca fins a arribar als propietaris actuals.